# Eine Welt

Entwicklung in den einzelnen Staaten nach Angaben der Vereinten Nationen

Eine Welt ist ein Begriff der Entwicklungspolitik und aus dem Bereich der Entwicklungshilfearbeit, der im Gegensatz zum Begriff der „Dritten Welt“ für ein neues Verständnis der Entwicklungszusammenarbeit steht.

## Geschichte

### Der christliche Eine-Welt-Gedanke
Der christliche Eine-Welt-Gedanke kam bereits in den Reden von Martin Niemöller zum Ausdruck, die 1964 unter dem Titel „Eine Welt oder keine Welt“ veröffentlicht wurden. Da „die nichtweißen Rassen und Völker nach vorne drängen“, könne die Menschheit in Zukunft nur noch „miteinander“, „in gemeinsamer und wechselseitiger Verantwortung“ sowie „in einer wirklichen und bedingungslosen Solidarität“ leben. Niemöller erinnert dabei an den Psalm 133, der mit den Worten beginnt: „Siehe, wie fein und lieblich ist es, dass Brüder einträchtig beieinander wohnen“. Dieser Psalm könne die Sehnsucht wecken nach einem „Völkerfrieden, in dem sich alle Kräfte zum gemeinsamen Dienst für das Ganze der Menschheit zusammenfinden“.
Niemöller sah voraus, dass die Aufspaltung der „weißen Welt“ in eine „freie“ und eine „kommunistische“ Welt nicht das Hauptproblem bleibe, da die „farbige Welt“ dank der Bevölkerungsexplosion sowie der wirtschaftlichen und technischen Entwicklung zunehmend an Bedeutung gewinnen würde.

### Von der Dritten Welt zur Einen Welt

Aufteilung der Welt in Blöcken
Erste Welt blau, Zweite Welt rot, Dritte Welt grau

Nach dem Zweiten Weltkrieg wurde die Welt in drei Blöcke unterteilt. Die „Erste Welt“ waren die entwickelten Länder Westeuropas, Nordamerikas und Australiens, auch oft „Industrienationen“ genannt. Die „Zweite Welt“ waren die kommunistischen Länder wie die damalige UdSSR, die Volksrepublik China, die DDR, Nordkorea, Nordvietnam, Kuba usw. Die „Dritte Welt“ hingegen waren die blockfreien Länder.
In den 1960er Jahren entstand die Bewegung der blockfreien Staaten, die in erster Linie diese politische Blockaufteilung der Welt ablehnte und eigene Ziele verfolgte. Mitglieder waren unter anderem das damalige Jugoslawien, Ägypten und Indien.
Diese Vorstellung als Begriff wurde Anfang der 1970er Jahre unter Erhard Eppler (SPD) als Entwicklungshilfeminister in der Regierung Willy Brandts und verschiedenen Entwicklungshilfeorganisationen zunehmend kritisiert und abgelehnt. Angesichts der Bedrohung durch weltweite atomare Zerstörung, der Globalisierung, Umweltzerstörung und der kolonialen Vergangenheit könne man nicht mehr von einzelnen, in sich abgetrennten Welten sprechen. Diese Vorstellung würde der Wirklichkeit und trotz aller Unterschiede der gemeinsamen Verantwortung für die Welt an sich nicht gerecht.

## Beispiel
Als Beispiele übergreifender wirtschaftlicher Verflechtungen und Verantwortung wurde der aus der Sicht entwicklungspolitischer Gruppen enorme Fleischkonsum in den so genannten entwickelten Ländern angeführt, der durch zusätzliche südamerikanische Fleischimporte gedeckt werden müsse. Um ein Kilogramm Rindfleisch in Südamerika zu erwirtschaften, würde ein Vielfaches des Gewichtes an Getreide als Viehfutter verschwendet, das bei größerem Fleischverzicht den Menschen in den sogenannten unterentwickelten Ländern zur Verfügung stehen würde.

## Begriff
Der Begriff der „Einen Welt“ sollte zudem dieses Umdenken zur bisherigen konservativen Entwicklungspolitik symbolisieren und die Gleichberechtigung im partnerschaftlichen Umgang miteinander betonen. Dieser Gedanke kam auch im Begriff „Hilfe durch Selbsthilfe“ und „Global denken, lokal handeln“ zum Ausdruck.
Am auffälligsten vollzog sich dieser Wandel anhand der „Dritte Welt“-Läden, die sich zunehmend in „Eine-Welt“-Läden umbenannten. Spätestens mit der Auflösung der UdSSR in den 1990er Jahren gilt der Begriff der „Dritten Welt“ als politisch überholt und veraltet, da die „Zweite Welt“ als Block so nicht mehr existiert. Entsprechend spricht man auch nicht mehr von „Entwicklungshilfe“, sondern von „Entwicklungszusammenarbeit“.
Zugleich erinnert der Begriff „Eine Welt“ daran, dass es nur eine Erde gibt, die es zu bewahren gilt. Er hat in seiner neuen Bedeutung auch einen gewissen Eingang in andere Sprachen gefunden, z. B. Englisch (One World) und Esperanto (unu mondo).

## Ziele
Ziele im Verständnis einer Welt sind:
- Entwicklungszusammenarbeit mit Partnerorganisationen in Ländern des Südens
- Unterstützung von Emanzipations- und Menschenrechtsbewegungen
- Entwicklungspolitische und interkulturelle Bildungsarbeit
- Förderung des Fairen Handels in so genannten Weltläden
- Selbsthilfe von Migranten und Flüchtlingen aus Ländern des Südens

## Internet
Im deutschsprachigen Internet ist der Begriff der Einen Welt oft im Zusammenhang mit entwicklungspolitischen Projekten anzutreffen. In anderen Sprachen ist eine ähnliche Verbindung des entsprechenden Begriffes (One World etc.) mit entwicklungspolitischen Themen nicht gegeben. Verschiedene deutschsprachige Portale, Blogs und Webseiten beziehen sich in ihrer Projektbezeichnung auf den Begriff, z. B. der Schulwettbewerb des Bundespräsidenten Eine Welt für alle, die Eine Welt Internet Konferenz, die Veranstaltungsreihe Eine Welt Eine Zukunft, das Portal Eine Welt Info, die Mission Eine Welt, der Blog Eine Welt eine Zukunft und das Eine Welt Netz NRW.

## Zitate
„Die Welt hat sich in den letzten Jahren dramatisch verändert. Staaten zerfallen, neue Grenzen entstehen. Andererseits geht uns der Begriff „Eine Welt“ schon wie selbstverständlich über die Lippen. Dahinter steht aber ein Anspruch, dem wir noch nicht gerecht geworden sind. Dazu müssen
wir der Entwicklungspolitik eine neue nationale und internationale Priorität beimessen; denn sie ist es, die sich der zentralen Fragen unserer Zukunft annimmt.“

„Die Dritte Welt ist keine Wirklichkeit, sie ist Ideologie“